# Георге Хаджі
Георге Хаджі (рум. Gheorghe Hagi, МФА: [ˈɡe̯orɡe ˈhad͡ʒi], * 5 лютого 1965, Сечеле) — румунський футболіст, півзахисник. Після завершення ігрової кар'єри — футбольний тренер.
Лауреат Ювілейної нагороди УЄФА як найвидатніший румунський футболіст 50-річчя (1954—2003). Включений до переліку «100 найкращих футболістів світу», складеного у 2004 році на прохання ФІФА легендарним Пеле.
Як гравець, насамперед, відомий виступами за клуби «Стяуа», «Реал Мадрид» та «Галатасарай», а також національну збірну Румунії. Рекордсмен збірної Румунії за кількістю забитих у її складі голів (35).
Триразовий чемпіон Румунії. Триразовий володар Кубка Румунії. Чотириразовий чемпіон Туреччини. Дворазовий володар Кубка Туреччини. Дворазовий володар Суперкубка УЄФА. Володар Кубка УЄФА. Володар Кубка Туреччини (як тренер).

## Клубна кар'єра
Вихованець юнацьких команд футбольних клубів «Фарул» та «Лучєаферул» (Luceafărul) (Бухарест).
У дорослому футболі дебютував 1982 року виступами за команду клубу «Фарул», в якій провів один сезон, взявши участь у 18 матчах чемпіонату.
Згодом з 1983 по 1990 рік грав у складі румунських клубів «Спортул» та «Стяуа». З останньою командою став володарем Суперкубка УЄФА та тричі поспіль вигравав чемпіонат Румунії, демонструючи вражаючу результативність — 76 голів у 97 матчах.
Забивним румунським форвардом зацікавилися провідні європейські клуби і 1990 року гравець приєднався до складу мадридського «Реала». Відіграв за «королівський клуб» два сезони, після чого перебрався до Італії, де став гравцем «Брешії». Ще за два роки, у 1994, повернувся до Іспанії, приєднавшись цього разу до команди іншого місцевого гранда, «Барселони».
у 1996 році перейшов до клубу «Галатасарай», за який відіграв 5 сезонів. Більшість часу, проведеного у складі «Галатасарая», був основним гравцем команди. У складі «Галатасарая» був одним з головних бомбардирів команди, маючи середню результативність на рівні 0,45 голу за гру першості. За цей час додав до переліку своїх трофеїв чотири титули чемпіона Туреччини, знову ставав володарем Суперкубка УЄФА, володарем Кубка УЄФА. Завершив професійну кар'єру футболіста виступами за команду «Галатасарай» у 2001 році.

## Виступи за збірну
У 1983 році дебютував в офіційних матчах у складі національної збірної Румунії. Протягом кар'єри у національній команді, яка тривала 18 років, провів у формі головної команди країни 125 матчів, забивши 35 голів (найкращий результат серед усіх бомбардирів румунської збірної).
У складі збірної був учасником чемпіонату Європи 1984 року у Франції, чемпіонату світу 1990 року в Італії, чемпіонату світу 1994 року у США, чемпіонату Європи 1996 року в Англії, чемпіонату світу 1998 року у Франції, а також чемпіонату Європи 2000 року у Бельгії та Нідерландах.

## Кар'єра тренера
Розпочав тренерську кар'єру відразу ж після завершення кар'єри гравця, 2001 року, очоливши тренерський штаб збірної Румунії.
Згодом очолював команди турецьких «Бурсаспор» та «Галатасарай», а також румунських «Політехніка» (Тімішоара) та «Стяуа».
Наразі останнім місцем тренерської роботи був клуб «Галатасарай», до якого Георге Хаджи повернувся 2010 року і команду якого очолював як головний тренер до 2011.
З 2014 року очолює тренерський штаб футбольного клубу «Віїторул», співзасновником якого у 2009 році і був.
| Дата       | Місто             | Господарі         | Результат               | Гості             | Турнір                | Голи | Примітки |
| ---------- | ----------------- | ----------------- | ----------------------- | ----------------- | --------------------- | ---- | -------- |
| 18-8-1983  | Осло              | Норвегія          | 0 – 0                   | Румунія           | товариський матч      | -    |          |
| 24-8-1983  | Бухарест          | Румунія           | 1 – 0                   | НДР               | товариський матч      | -    |          |
| 7-9-1983   | Краків            | Польща            | 2 – 2                   | Румунія           | товариський матч      | -    |          |
| 8-11-1983  | Хайфа             | Ізраїль           | 1 – 1                   | Румунія           | товариський матч      | -    |          |
| 12-11-1983 | Лімасол           | Кіпр              | 0 – 1                   | Румунія           | Відбір до ЧЄ 1984     | -    |          |
| 22-1-1984  | Гуаякіль          | Еквадор           | 1 – 3                   | Румунія           | товариський матч      | -    |          |
| 7-2-1984   | Алжир             | Алжир             | 1 – 1                   | Румунія           | товариський матч      | -    |          |
| 7-3-1984   | Крайова           | Румунія           | 2 – 0                   | Греція            | товариський матч      | -    |          |
| 11-4-1984  | Орадя             | Румунія           | 0 – 0                   | Ізраїль           | товариський матч      | -    |          |
| 14-6-1984  | Сент-Етьєн        | Іспанія           | 1 – 1                   | Румунія           | ЧЄ 1984 - 1-й етап    | -    |          |
| 17-6-1984  | Ланс              | ФРН               | 2 – 1                   | Румунія           | ЧЄ 1984 - 1-й етап    | -    |          |
| 31-7-1984  | Бузеу             | Румунія           | 1 – 0                   | КНР               | товариський матч      | -    |          |
| 29-8-1984  | Гера              | НДР               | 2 – 1                   | Румунія           | товариський матч      | -    |          |
| 12-9-1984  | Белфаст           | Північна Ірландія | 3 – 2                   | Румунія           | товариський матч      | 1    |          |
| 21-11-1984 | Петах-Тіква       | Ізраїль           | 1 – 1                   | Румунія           | товариський матч      | -    |          |
| 30-1-1985  | Лісабон           | Португалія        | 2 – 3                   | Румунія           | товариський матч      | 1    |          |
| 27-3-1985  | Сібіу             | Румунія           | 0 – 0                   | Польща            | товариський матч      | -    |          |
| 3-4-1985   | Крайова           | Румунія           | 3 – 0                   | Туреччина         | Відбір до ЧС 1986     | -    |          |
| 1-5-1985   | Бухарест          | Румунія           | 0 – 0                   | Англія            | Відбір до ЧС 1986     | -    |          |
| 6-6-1985   | Гельсінкі         | Фінляндія         | 1 – 1                   | Румунія           | Відбір до ЧС 1986     | 1    |          |
| 7-8-1985   | Москва            | СРСР              | 2 – 0                   | Румунія           | товариський матч      | -    |          |
| 28-8-1985  | Тімішоара         | Румунія           | 2 – 0                   | Фінляндія         | Відбір до ЧС 1986     | 1    |          |
| 11-9-1985  | Лондон            | Англія            | 1 – 1                   | Румунія           | Відбір до ЧС 1986     | -    |          |
| 16-10-1985 | Бухарест          | Румунія           | 0 – 1                   | Північна Ірландія | Відбір до ЧС 1986     | -    | кап.     |
| 13-11-1985 | Ізмір             | Туреччина         | 1 – 3                   | Румунія           | Відбір до ЧС 1986     | -    |          |
| 28-2-1986  | Александрія       | Єгипет            | 2 – 2                   | Румунія           | товариський матч      | -    |          |
| 2-3-1986   | Александрія       | Єгипет            | 0 – 1                   | Румунія           | товариський матч      | -    |          |
| 26-3-1986  | Глазго            | Шотландія         | 3 – 0                   | Румунія           | товариський матч      | -    |          |
| 23-4-1986  | Тімішоара         | Румунія           | 2 – 1                   | СРСР              | товариський матч      | 1    |          |
| 20-8-1986  | Осло              | Норвегія          | 2 – 2                   | Румунія           | товариський матч      | 1    |          |
| 10-9-1986  | Бухарест          | Румунія           | 4 – 0                   | Австрія           | товариський матч      | 1    |          |
| 8-10-1986  | Тель-Авів         | Ізраїль           | 2 – 4                   | Румунія           | товариський матч      | -    |          |
| 12-11-1986 | Севілья           | Іспанія           | 1 – 0                   | Румунія           | Відбір до ЧЄ 1988     | -    |          |
| 4-3-1987   | Анкара            | Туреччина         | 1 – 3                   | Румунія           | товариський матч      | -    |          |
| 11-3-1987  | Афіни             | Греція            | 1 – 1                   | Румунія           | товариський матч      | 1    |          |
| 25-3-1987  | Бухарест          | Румунія           | 5 – 1                   | Албанія           | Відбір до ЧЄ 1988     | 1    |          |
| 29-4-1987  | Бухарест          | Румунія           | 3 – 1                   | Іспанія           | Відбір до ЧЄ 1988     | -    |          |
| 2-9-1987   | Бидгощ            | Польща            | 3 – 1                   | Румунія           | товариський матч      | -    |          |
| 7-10-1987  | Бухарест          | Румунія           | 2 – 2                   | Греція            | товариський матч      | -    |          |
| 28-10-1987 | Вльора            | Албанія           | 0 – 1                   | Румунія           | Відбір до ЧЄ 1988     | -    |          |
| 18-11-1987 | Відень            | Австрія           | 0 – 0                   | Румунія           | Відбір до ЧЄ 1988     | -    |          |
| 1-6-1988   | Амстердам         | Нідерланди        | 2 – 0                   | Румунія           | товариський матч      | -    |          |
| 20-9-1988  | Констанца         | Румунія           | 3 – 0                   | Албанія           | товариський матч      | 1    | кап.     |
| 19-10-1988 | Софія             | Болгарія          | 1 – 3                   | Румунія           | Відбір до ЧС 1990     | -    |          |
| 2-11-1988  | Бухарест          | Румунія           | 3 – 0                   | Греція            | Відбір до ЧС 1990     | 1    |          |
| 29-3-1989  | Сібіу             | Румунія           | 1 – 0                   | Італія            | товариський матч      | -    |          |
| 12-4-1989  | Варшава           | Польща            | 2 – 1                   | Румунія           | товариський матч      | -    |          |
| 26-4-1989  | Марусі            | Греція            | 0 – 0                   | Румунія           | Відбір до ЧС 1990     | -    |          |
| 17-5-1989  | Бухарест          | Румунія           | 1 – 0                   | Болгарія          | Відбір до ЧС 1990     | -    |          |
| 31-8-1989  | Сетубал           | Португалія        | 0 – 0                   | Румунія           | товариський матч      | -    |          |
| 5-9-1989   | Нітра             | Чехословаччина    | 2 – 0                   | Румунія           | товариський матч      | -    |          |
| 11-10-1989 | Копенгаген        | Данія             | 3 – 0                   | Румунія           | Відбір до ЧС 1990     | -    |          |
| 15-11-1989 | Бухарест          | Румунія           | 3 – 1                   | Данія             | Відбір до ЧС 1990     | -    |          |
| 4-2-1990   | Алжир             | Алжир             | 0 – 0                   | Румунія           | товариський матч      | -    |          |
| 28-3-1990  | Каїр              | Єгипет            | 1 – 3                   | Румунія           | товариський матч      | -    | кап.     |
| 3-4-1990   | Лозанна           | Швейцарія         | 2 – 1                   | Румунія           | товариський матч      | 1    | кап.     |
| 25-4-1990  | Хайфа             | Ізраїль           | 1 – 4                   | Румунія           | товариський матч      | 1    | кап.     |
| 21-5-1990  | Бухарест          | Румунія           | 1 – 0                   | Єгипет            | товариський матч      | -    |          |
| 26-5-1990  | Брюссель          | Бельгія           | 2 – 2                   | Румунія           | товариський матч      | -    |          |
| 14-6-1990  | Барі              | Камерун           | 2 – 1                   | Румунія           | ЧС 1990 - 1-й етап    | -    |          |
| 18-6-1990  | Неаполь           | Аргентина         | 1 – 1                   | Румунія           | ЧС 1990 - 1-й етап    | -    |          |
| 25-6-1990  | Генуя             | Ірландія          | 0 – 0 д.ч. (5 - 4 п.п.) | Румунія           | ЧС 1990 - 1/8 фіналу  | -    |          |
| 12-9-1990  | Глазго            | Шотландія         | 2 – 1                   | Румунія           | Відбір до ЧЄ 1992     | -    |          |
| 17-10-1990 | Бухарест          | Румунія           | 0 – 3                   | Болгарія          | Відбір до ЧЄ 1992     | -    | кап.     |
| 27-3-1991  | Серравалле        | Сан-Марино        | 1 – 3                   | Румунія           | Відбір до ЧЄ 1992     | 1    |          |
| 3-4-1991   | Невшатель         | Швейцарія         | 0 – 0                   | Румунія           | Відбір до ЧЄ 1992     | -    |          |
| 17-4-1991  | Касерес           | Іспанія           | 0 – 2                   | Румунія           | товариський матч      | -    | кап.     |
| 16-10-1991 | Бухарест          | Румунія           | 1 – 0                   | Шотландія         | Відбір до ЧЄ 1992     | 1    | кап.     |
| 13-11-1991 | Бухарест          | Румунія           | 1 – 0                   | Швейцарія         | Відбір до ЧЄ 1992     | -    | кап.     |
| 20-11-1991 | Софія             | Болгарія          | 1 – 1                   | Румунія           | Відбір до ЧЄ 1992     | -    | кап.     |
| 6-5-1992   | Бухарест          | Румунія           | 7 – 0                   | Фарерські острови | Відбір до ЧС 1994     | 1    | кап.     |
| 20-5-1992  | Бухарест          | Румунія           | 5 – 1                   | Уельс             | Відбір до ЧС 1994     | 2    | кап.     |
| 14-10-1992 | Брюссель          | Бельгія           | 1 – 0                   | Румунія           | Відбір до ЧС 1994     | -    | кап.     |
| 14-11-1992 | Бухарест          | Румунія           | 1 – 1                   | Чехословаччина    | Відбір до ЧС 1994     | -    | кап.     |
| 29-11-1992 | Ларнака           | Кіпр              | 1 – 4                   | Румунія           | Відбір до ЧС 1994     | 1    | кап.     |
| 14-4-1993  | Бухарест          | Румунія           | 2 – 1                   | Кіпр              | Відбір до ЧС 1994     | -    | кап.     |
| 2-6-1993   | Кошиці            | Чехословаччина    | 5 – 2                   | Румунія           | Відбір до ЧС 1994     | -    | кап.     |
| 8-9-1993   | Тофтір            | Фарерські острови | 0 – 4                   | Румунія           | Відбір до ЧС 1994     | -    | кап.     |
| 13-10-1993 | Бухарест          | Румунія           | 2 – 1                   | Бельгія           | Відбір до ЧС 1994     | -    | кап.     |
| 17-11-1993 | Кардіфф           | Уельс             | 1 – 2                   | Румунія           | Відбір до ЧС 1994     | 1    | кап.     |
| 23-3-1994  | Белфаст           | Північна Ірландія | 2 – 0                   | Румунія           | товариський матч      | -    | кап.     |
| 12-6-1994  | Мішн-В'єхо        | Румунія           | 1 – 1                   | Швеція            | товариський матч      | 1    | кап.     |
| 18-6-1994  | Пасадена          | Колумбія          | 1 – 3                   | Румунія           | ЧС 1994 - 1-й етап    | 1    | кап.     |
| 22-6-1994  | Детройт           | Румунія           | 1 – 4                   | Швейцарія         | ЧС 1994 - 1-й етап    | 1    | кап.     |
| 26-6-1994  | Пасадена          | США               | 0 – 1                   | Румунія           | ЧС 1994 - 1-й етап    | -    | кап.     |
| 3-7-1994   | Пасадена          | Румунія           | 3 – 2                   | Аргентина         | ЧС 1994 - 1/8 фіналу  | 1    | кап.     |
| 10-7-1994  | Стенфорд          | Румунія           | 2 – 2 д.ч. (4 - 5 п.п.) | Швеція            | ЧС 1994 - чвертьфінал | -    | кап.     |
| 8-10-1994  | Сент-Етьєн        | Франція           | 0 – 0                   | Румунія           | Відбір до ЧЄ 1996     | -    | кап.     |
| 12-10-1994 | Лондон            | Англія            | 1 – 1                   | Румунія           | товариський матч      | -    | кап.     |
| 12-11-1994 | Бухарест          | Румунія           | 3 – 2                   | Словаччина        | Відбір до ЧЄ 1996     | 1    | кап.     |
| 14-12-1994 | Тель-Авів         | Ізраїль           | 1 – 1                   | Румунія           | Відбір до ЧЄ 1996     | -    | кап.     |
| 29-3-1995  | Бухарест          | Румунія           | 2 – 1                   | Польща            | Відбір до ЧЄ 1996     | -    | кап.     |
| 11-10-1995 | Бухарест          | Румунія           | 1 – 3                   | Франція           | Відбір до ЧЄ 1996     | -    | кап.     |
| 15-11-1995 | Кошиці            | Словаччина        | 0 – 2                   | Румунія           | Відбір до ЧЄ 1996     | 1    | кап.     |
| 27-3-1996  | Белград           | Югославія         | 1 – 0                   | Румунія           | товариський матч      | -    | кап.     |
| 24-4-1996  | Бухарест          | Румунія           | 5 – 0                   | Грузія            | товариський матч      | -    | кап.     |
| 1-6-1996   | Бухарест          | Румунія           | 3 – 1                   | Молдова           | товариський матч      | -    | кап.     |
| 10-6-1996  | Ньюкасл-апон-Тайн | Румунія           | 0 – 1                   | Франція           | ЧЄ 1996 - 1-й етап    | -    | кап.     |
| 13-6-1996  | Ньюкасл-апон-Тайн | Болгарія          | 1 – 0                   | Румунія           | ЧЄ 1996 - 1-й етап    | -    | кап.     |
| 18-6-1996  | Лідс              | Румунія           | 1 – 2                   | Іспанія           | ЧЄ 1996 - 1-й етап    | -    | кап.     |
| 18-9-1996  | Бухарест          | Румунія           | 1 – 2                   | ОАЕ               | товариський матч      | -    | кап.     |
| 9-10-1996  | Рейк'явік         | Ісландія          | 0 – 4                   | Румунія           | Відбір до ЧС 1998     | 1    | кап.     |
| 29-3-1997  | Бухарест          | Румунія           | 8 – 0                   | Ліхтенштейн       | Відбір до ЧС 1998     | 1    | кап.     |
| 2-4-1997   | Вільнюс           | Литва             | 0 – 1                   | Румунія           | Відбір до ЧС 1998     | -    | кап.     |
| 30-4-1997  | Бухарест          | Румунія           | 1 – 0                   | Ірландія          | Відбір до ЧС 1998     | -    | кап.     |
| 10-9-1997  | Бухарест          | Румунія           | 4 – 0                   | Ісландія          | Відбір до ЧС 1998     | 2    | кап.     |
| 11-10-1997 | Дублін            | Ірландія          | 1 – 1                   | Румунія           | Відбір до ЧС 1998     | 1    | кап.     |
| 19-11-1997 | Пальма            | Іспанія           | 1 – 1                   | Румунія           | товариський матч      | -    | кап.     |
| 22-4-1998  | Брюссель          | Бельгія           | 1 – 1                   | Румунія           | товариський матч      | -    | кап.     |
| 3-6-1998   | Бухарест          | Румунія           | 3 – 2                   | Парагвай          | товариський матч      | 1    | кап.     |
| 6-6-1998   | Плоєшті           | Румунія           | 5 – 1                   | Молдова           | товариський матч      | -    | кап.     |
| 15-6-1998  | Ліон              | Румунія           | 1 – 0                   | Колумбія          | ЧС 1998 - 1-й етап    | -    | кап.     |
| 22-6-1998  | Тулуза            | Румунія           | 2 – 1                   | Англія            | ЧС 1998 - 1-й етап    | -    | кап.     |
| 26-6-1998  | Сен-Дені          | Туніс             | 1 – 1                   | Румунія           | ЧС 1998 - 1-й етап    | -    | кап.     |
| 30-6-1998  | Бордо             | Румунія           | 0 – 1                   | Хорватія          | ЧС 1998 - 1/8 фіналу  | -    | кап.     |
| 5-6-1999   | Бухарест          | Румунія           | 2 – 0                   | Угорщина          | Відбір до ЧЄ 2000     | -    | кап.     |
| 4-9-1999   | Братислава        | Словаччина        | 1 – 5                   | Румунія           | Відбір до ЧЄ 2000     | 1    | кап.     |
| 8-9-1999   | Бухарест          | Румунія           | 1 – 1                   | Португалія        | Відбір до ЧЄ 2000     | 1    | кап.     |
| 9-10-1999  | Вадуц             | Ліхтенштейн       | 0 – 3                   | Румунія           | Відбір до ЧЄ 2000     | -    | кап.     |
| 29-3-2000  | Афіни             | Греція            | 2 – 0                   | Румунія           | товариський матч      | -    | кап.     |
| 26-4-2000  | Констанца         | Румунія           | 2 – 0                   | Кіпр              | товариський матч      | -    | кап.     |
| 27-5-2000  | Амстердам         | Нідерланди        | 2 – 1                   | Румунія           | товариський матч      | -    | кап.     |
| 12-6-2000  | Льєж              | Німеччина         | 1 – 1                   | Румунія           | ЧЄ 2000 - 1-й етап    | -    | кап.     |
| 17-6-2000  | Арнем             | Румунія           | 0 – 1                   | Португалія        | ЧЄ 2000 - 1-й етап    | -    | кап.     |
| 24-6-2000  | Брюссель          | Італія            | 2 – 0                   | Румунія           | ЧЄ 2000 - чвертьфінал | -    | кап. 59' |
| Усього     |                   | Матчів (1 місце)  | 125                     |                   | Голів (1 місце)       | 35   |          |

## Титули і досягнення
| - Чемпіон Румунії (3): «Стяуа»: 1986-87, 1987-88, 1988-89 - Володар Кубка Румунії (3): «Стяуа»: 1986-87, 1987-88, 1988-89 - Чемпіон Туреччини (4): «Галатасарай»: 1996-97, 1997-98, 1998-99, 1999-00 - Володар Кубка Туреччини (2): «Галатасарай»: 1998-99, 1999-00 - Володар Суперкубка Туреччини (2): «Галатасарай»: 1996, 1997 - Володар Суперкубка УЄФА (2): «Стяуа»: 1986 «Галатасарай»: 2000 - Володар Кубка УЄФА (1): «Галатасарай»: 1999–2000 - Володар Суперкубка Іспанії (2): «Реал Мадрид»: 1990 «Барселона»: 1994 | - Володар Кубка Туреччини (1): «Галатасарай»: 2004-05 - Чемпіон Румунії (2): «Віїторул»: 2016-17 «Фарул»: 2022-23 - Володар Кубка Румунії (1): «Віїторул»: 2018-19 - Володар Суперкубка Румунії (1): «Віїторул»: 2019 - Найвидатніший румунський футболіст 50-річчя (1954—2003) - ФІФА 100 - Найкращий бомбардир чемпіонату Румунії: 1984-85 (20), 1985-86 (31) - Футболіст року в Румунії: 1987, 1993, 1994, 1997, 1999, 2000 - Найкращий бомбардир КЄЧ: 1987-88 (4) - Увійшов до складу символічної збірної Чемпіонату світу 1994 |

## Цікаві факти
Прізвисько — «Карпатський Марадона».